# William le Scrope
William le Scrope (vers 1350 - exécuté le 29 juillet 1399), 1er comte de Wiltshire et roi de l'île de Man, est un important seigneur anglais sous le règne du roi Richard II d'Angleterre.

## Biographie
William est le fils de Richard le Scrope, 1er baron Scrope de Bolton. Il est issu d'une famille du nord de l'Angleterre qui produit de nombreux magnats au XIVe et XVe siècles. En 1393, il devient vice-chambellan du roi Richard II d'Angleterre. La même année, il achète à William Montagu, 2e comte de Salisbury, son titre de roi de l'île de Man. Scrope devient de fait roi de Man.
En 1399, Henri Bolingbroke contraint le roi Richard II à abdiquer et s'empare du trône d'Angleterre sous le nom d'Henri IV. Scrope est capturé à Bristol et est au nombre des partisans du roi déchu exécutés par décapitation. Le royaume de Man est attribué à Henry Percy, 1er comte de Northumberland. Ses descendants tentent par la suite de récupérer le titre, notamment Simon Thomas Scrope, de Danby, cinq cents ans plus tard, mais, bien qu'il ait réussi à prouver qu'il était bien le prétendant légal au titre, la requête échoue.

## Sceau de le Scrope
Les Archives nationales de Paris détiennent une ordonnance qui porte un sceau sur lequel figure le nom de le Scrope. Partiellement brisé, on y lit : « WILL[ELMI] LESCROPP D[OMINI] MANNE ET INSULARU[M] », c'est-à-dire « William le Scrope, seigneur de Man et des Îles ». Dans cette ordonnance, le Scrope déclare qu'il ne compte pas respecter le traité de paix entre la France et l'Angleterre conclu lors du mariage de Richard II d'Angleterre et d'Isabelle de France en 1396.